# Transmissions from the Satellite Heart
Transmissions from the Satellite Heart è il sesto album in studio dei Flaming Lips. È il loro maggiore successo commerciale grazie soprattutto al traino del singolo She Don't Use Jelly.

## Tracce
1. Turn It On – 4:39
2. Pilot Can at the Queer of God – 4:16
3. Oh, My Pregnant Head – 4:06
4. She Don't Use Jelly – 3:40
5. Chewin' the Apple of Yer Eye – 3:52
6. Superhumans – 3:13
7. Be My Head – 3:15
8. Moth in the Incubator – 4:12
9. Plastic Jesus – 2:18
10. When Yer Twenty-Two – 3:34
11. Slow Nerve Action – 5:55